# Arnaldo Mecozzi
Arnaldo Mecozzi (Frascati, 14 de setembro de 1876 — Santos, 19 de maio de 1932) foi um pintor italiano, que restaurou a casa de verão dos papas em Castelgandolfo. Foi o pai e professor e incentivador-formador de Vicente Mecozzi.

## Questões biográficas
Estudou na Itália, nas oficinas de restauro do Vaticano.
Não há consenso sequer nas datas de nascimento e morte, já que algumas fontes apontam 1869-1923 e outras, ao contrário, apontam 1876-1932 datas estas que julgamos mais factíveis, já que os murais sobre A Sagrada Família no Egito, na abside da Catedral de Nossa Senhora do Desterro em Jundiaí estão assinados e datados A. Mecozzi 1925. De qualquer maneira, há consenso de que ele nasceu em Frascati e morreu em Santos.
Uma biografia sua, publicada recentemente em Roma  registra que Mecozzi nasceu em 14 de setembro de 1876 e faleceu em 19 de maio de 1932. Casou-se em 12 de outubro de 1903 com Leonilde Graziani, com quem teve dois filhos, Amália (1905) e Vincenzo (1909).

## Formação e atividades na Itália

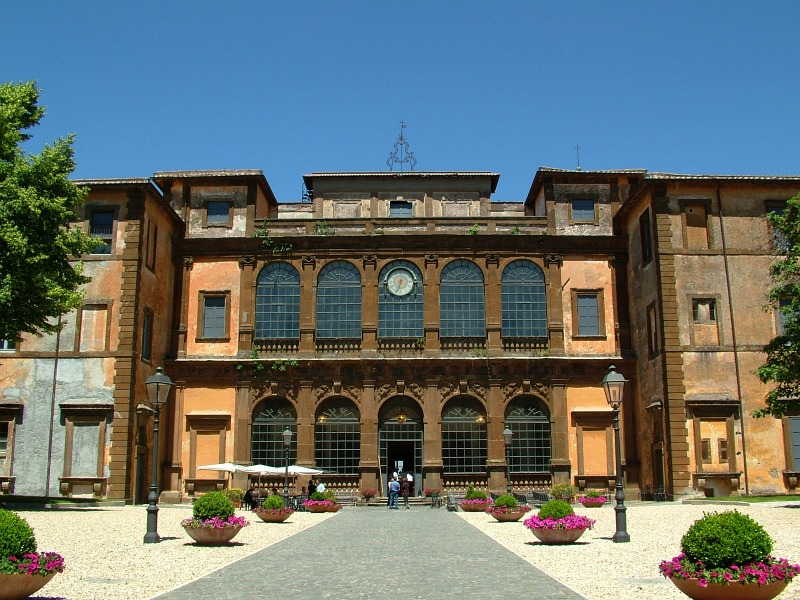
Villa Mondragone, onde funcionou o Colégio de 1865 a 1953

Estudou em Roma, na Regia Accademia di Belli Arti, e esteve como aprendiz, depois de formado, em ateliers de pintores renomados como Mariani e Palombi. Ensinou desenho por catorze anos (1898-1912) no Nobile Collegio di Mondragone. Decorou a igreja paroquial de Rocca Priora, a abside e o Presbitério da Catedral de Pescina (1907) e realizou, em 1912, uma série de afrescos, sob encomenda do Monsenhor Francesco Giacci, para a igreja Santa Maria Dell'Assunta, uma igreja construída no século XV em Roma. Hoje, seus afrescos foram cobertos por pinturas modernas, do frei Ugolino da Belluno.
Transferiu-se para o Brasil, com toda a família, em 1912. Não voltou a viver na Itália, embora tivesse feito várias visitas breves àquele país.

## Obras em São Paulo, capital
Existem, nos altares laterais da Igreja da Consolação em São Paulo, alguns trabalhos assinados e datados, A. Mecozzi 1918: Fuga para o Egito (tema que retomará na Catedral de Jundiaí, poucos anos depois), São José e o Menino e A Morte de São José. Há grande número de pinturas murais e decorativas, suas e de seu filho Vincenzo, também na Igreja do Imaculado Coração de Maria, em Higienópolis, realizadas entre os anos de 1929 e 1934.

## Catedral de Nossa Senhora do Desterro

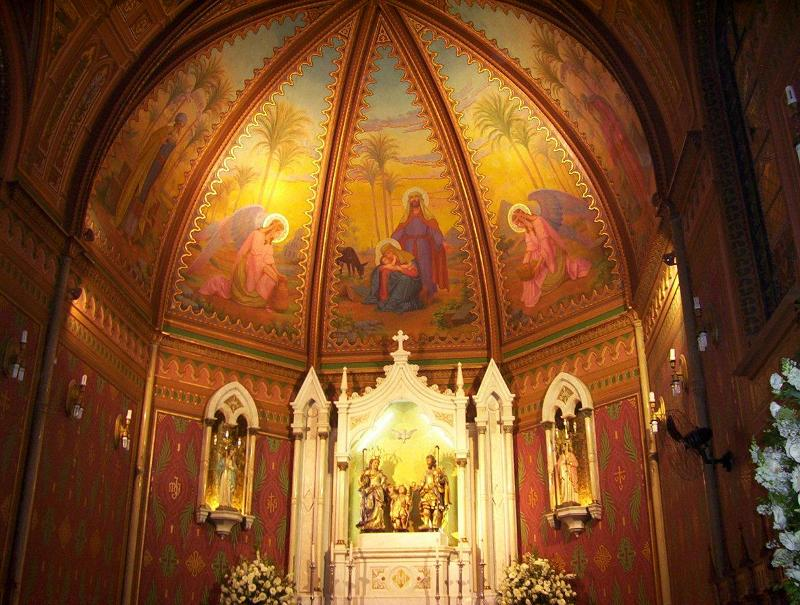
Altar-mor da Catedral de Nossa Senhora do Desterro

Em 1886 a primitiva matriz de Jundiaí, dedicada a Nossa Senhora do Desterro, em estilo barroco, foi remodelada por Ramos de Azevedo: as paredes de taipa de pilão foram substituídas por alvenaria e o estilo passou do barroco original para o neogótico. Em 1921, o pároco decidiu intensificar as características neogóticas e substituiu o forro de madeira por abóbadas ogivais em gomos, criou o transepto (pelo extrapolamento de duas das capelas laterais) e encarregou Arnaldo Mecozzi da decoração do templo. Não se tratavam, como em Roma, de alguns afrescos, mas sim toda a decoração interna de um templo relativamente grande e bastante elaborado.

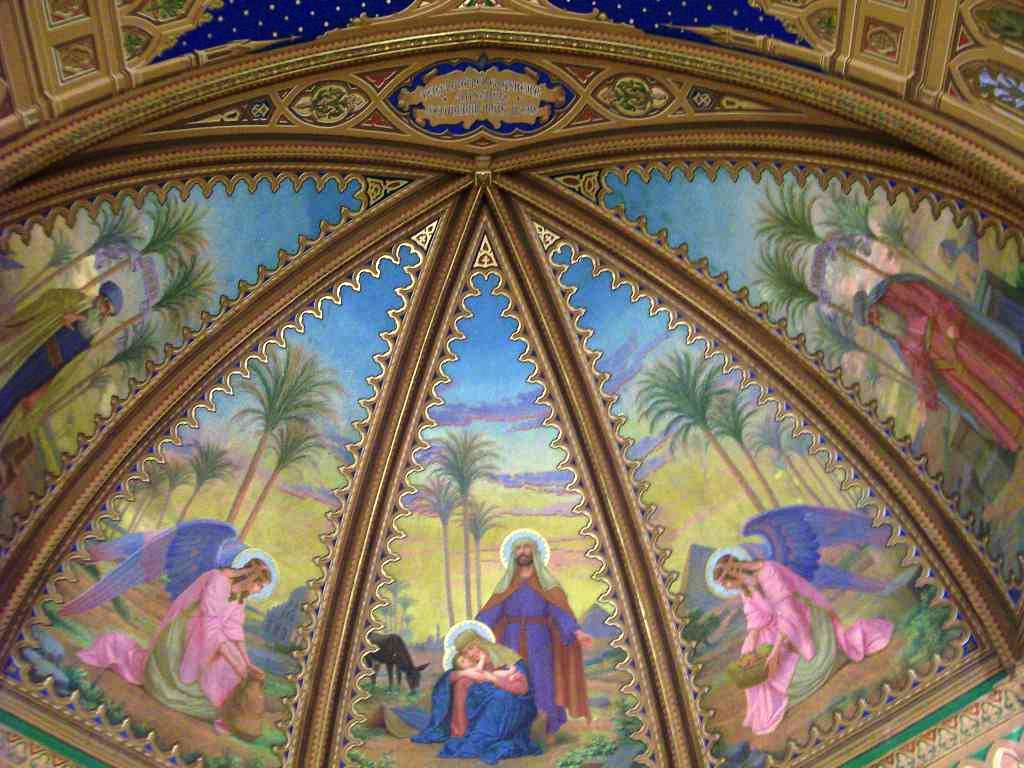
Presbitério (abside) da Catedral Nossa Senhora do Desterro, Jundiaí-SP

"Carregado de simbolismo teológico, o estilo da Catedral expressa a grandiosidade, onde tudo se volta para o alto, em direção aos céus. Passou por uma reforma em 1921. O teto passou a ter abóbadas ogivais; foram colocados vitrais e as paredes receberam belas pinturas do artista plástico italiano Arnaldo Mecozzi. Há afrescos que retratam passagens bíblicas. A Sagrada Família em sua saída para o Egito encontra-se no presbitério, em cujo teto também há os quatro evangelistas. Sobre a porta da Capela do Santíssimo, há o afresco dos discípulos de Emaús com Jesus Ressuscitado. A representação do Batismo se encontra sobre a Capela de Nossa Senhora Aparecida, onde funcionava, antigamente, um batistério.
Na entrada do coro, existe a figura de Santa Cecília, a padroeira dos músicos. E, na entrada da sacristia, uma pintura de ordenação sacerdotal que, com outras imagens, igualmente belas e harmonizadas pelos elegantes adereços, convidam ao encontro com o Senhor. No altar-mor, feito de mármore vindo da Europa, estão as imagens barrocas da Sagrada Família." --Valter Tozetto Junior
Arnaldo Mecozzi morreu de infarto fulminante, em 19 de maio de 1932, em plena atividade, decorando a antiga Igreja do Sagrado Coração de Jesus em Santos. Este templo, concluído em 1902 e doado aos jesuítas em 1905, possuía em seu interior famosas telas e quadros a óleo, em suas paredes internas, pinturas de Benedito Calixto, além de inscrições laqueadas em ouro, e uma imagem do Sagrado Coração de Jesus trazida de Paris pelo Dr. Saladino Figueira de Aguiar no ano de 1888.
Seriamente comprometido em suas estruturas após explosão do gasômetro em 9 de janeiro de 1967, o templo foi demolido no mesmo ano, nada restando do trabalho final de Arnaldo Mecozzi, que teve de ser concluído por seu filho Vicente.

## Galeria

Catedral de Nossa Senhora do Desterro
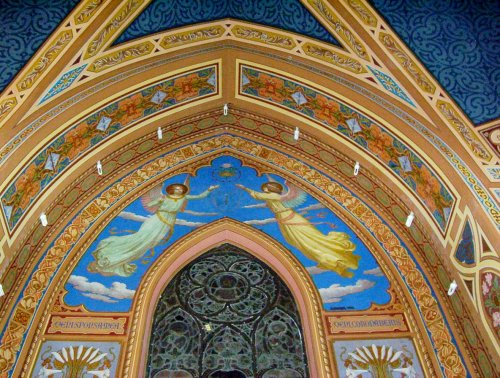
Detalhe do altar de Nossa Senhora do Rosário
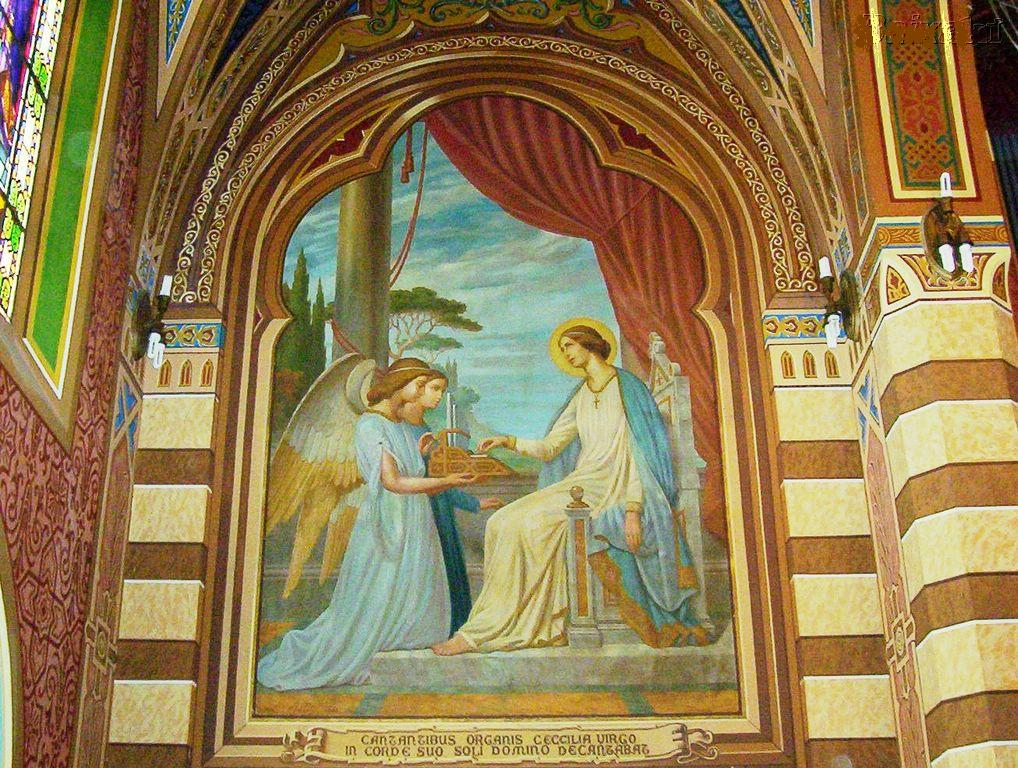
Santa Cecília
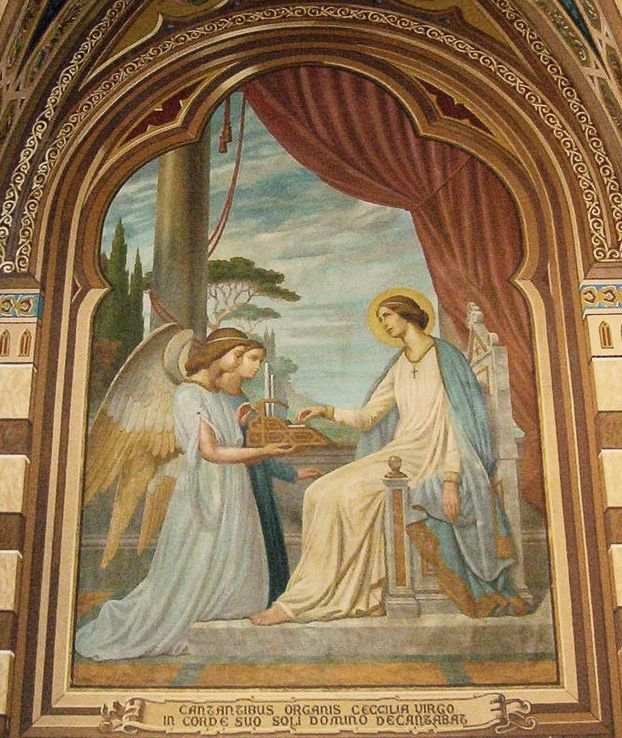
Santa Cecília
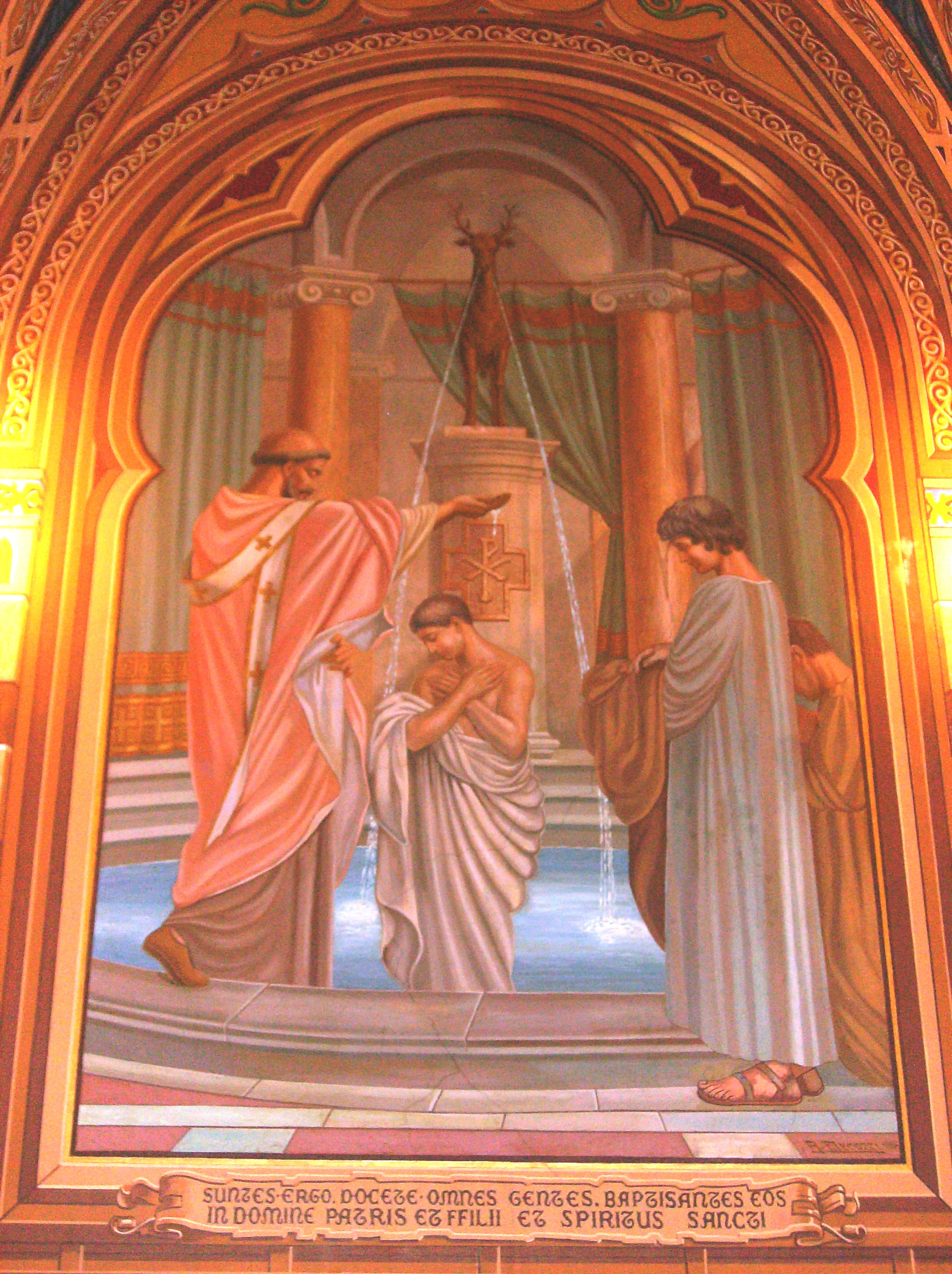
O Batismo
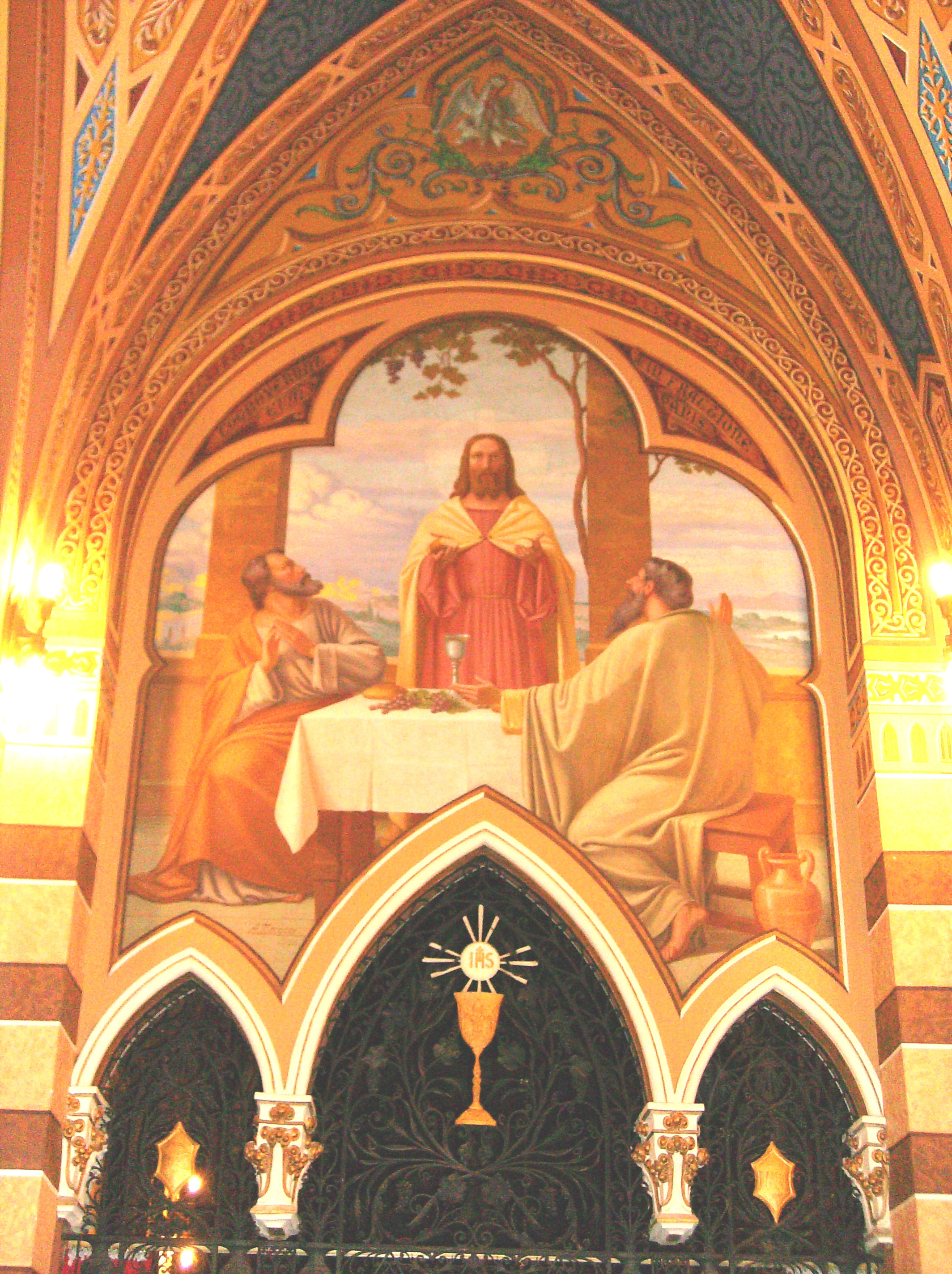
Ceia em Emaús
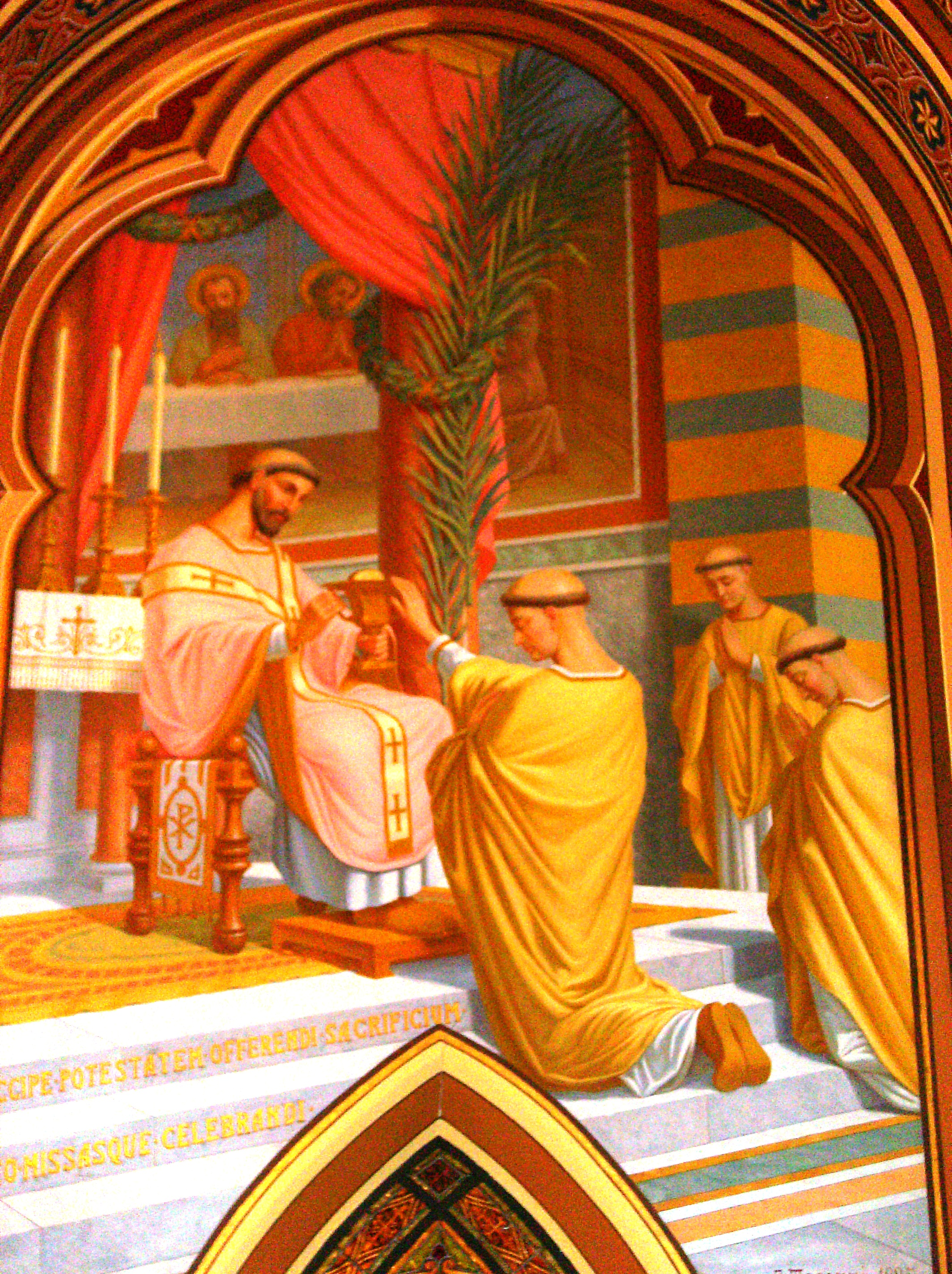
Ordenação Sacerdotal

Pinturas de Arnaldo Mecozzi na Igreja da Consolação
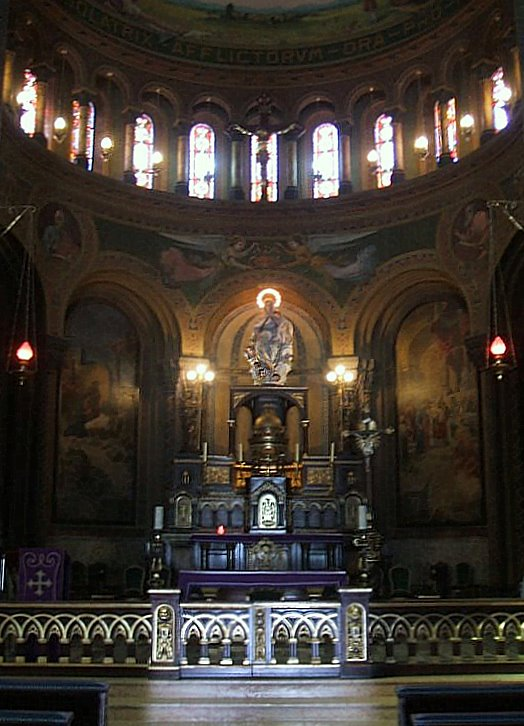
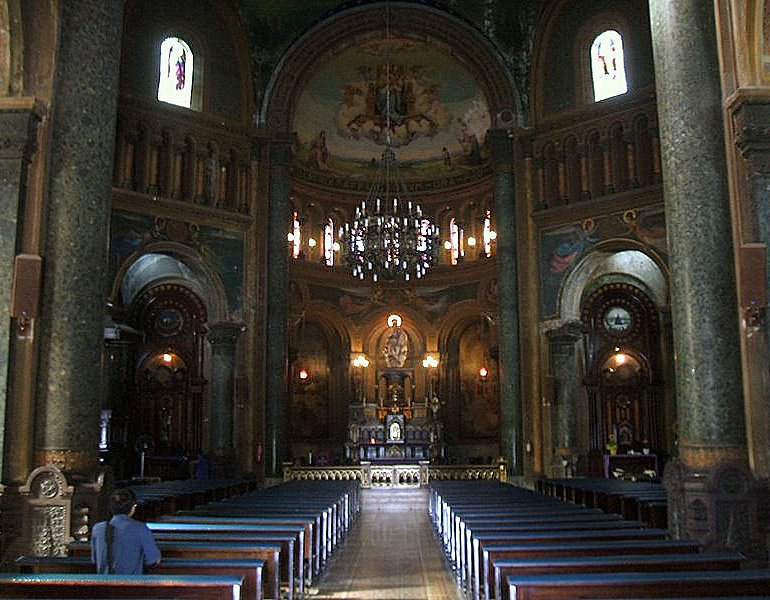
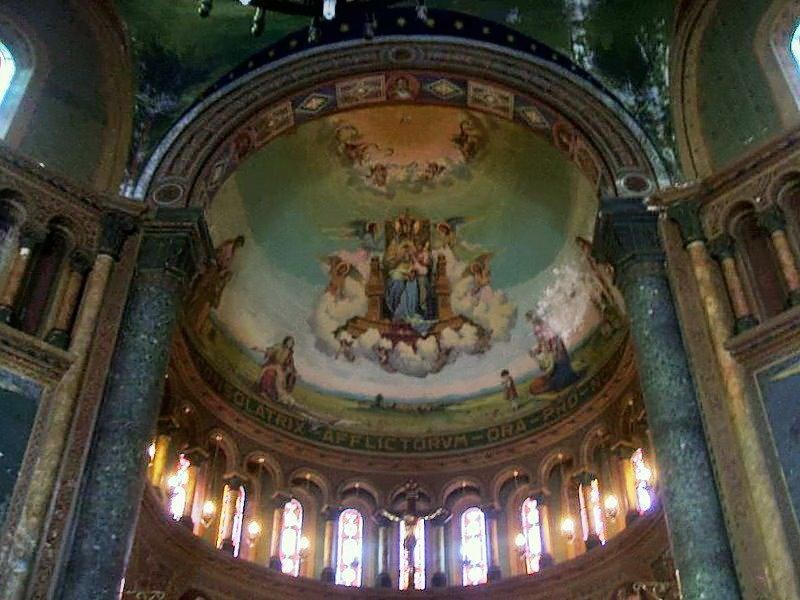